# J.D. Souther
John David "JD" Souther, född 2 november 1945 i Detroit, Michigan, död 17 september 2024 i Sandia Park i Bernalillo County, New Mexico, var en amerikansk countryrockmusiker och låtskrivare. 
Souther gav ut åtta soloalbum. Den största framgången är You're Only Lonely från 1979. Dess titelspår släpptes även som singel och nådde topp 10 på Billboardlistan. Han medverkade också i gruppen Souther-Hillman-Furay Band, bestående förutom Souther av Chris Hillman och Richie Furay, som gav ut två album i mitten av 1970-talet.
Mest känd är kanske Souther dock som låtskrivare, inte minst för att ha bidragit till några av Eagles mest kända låtar, däribland är "Best of My Love", "Heartache Tonight", "How Long" och "New Kid in Town". Han har även skrivit flera låtar åt Linda Ronstadt.
Souther var under 1970- och 80-talet flitigt engagerade bakgrundssångare. Ett känt exempel är körsången tillsammans med Eagles-rösterna Don Henley och Glenn Frey på Jackson Brownes album Late for the Sky.
I Southers musikvideo till låten Go Ahead And Rain medverkar den amerikanska skådespelerskan Madeliene Stowe.
Souther har även medverkat i den amerikanska drama-serien Nashville.
Han var mellan åren 1969–1972 gift med Alex Sliwin. 
Han hade även förhållanden med Linda Ronstadt och Stevie Nicks under sjuttiotalet.

## Diskografi
- 1972 – John David Souther
- 1976 – Black Rose
- 1979 – You're Only Lonely
- 1984 – Home by Dawn
- 2008 – If the World Was You
- 2011 – Natural History
- 2012 – Midnight in Tokyo
- 2015 – Tenderness